# Guillem III de Wittelsbach
Guillem III de Wittelsbach   (Múnic, 1375 (Gregorià) - Múnic, 12 de setembre de 1435 (Gregorià)) (en alemany:. Wilhelm III, Herzog von Bayern), va ser duc de Baviera-Múnic (1397-1435), junts i en concòrdia amb el seu germà gran Ernest, duc de Baviera. Guillem III era fill de Joan II i membre de la Societat dels Pericos i de la Lliga de Constança.

## Biografia
Després de l'extinció dels ducs Wittelsbach de Baviera-Straubing, comtes d'Holanda, Zelanda i Hainaut, Guillem i el seu germà Ernest van lluitar contra Enric IV de Baviera-Landshut i Lluís VII de Baviera-Ingolstadt, i finalment van rebre la meitat de Baviera-Straubing incloent la ciutat de Straubing el 1429.
Guillem III va recolzar Segimon, emperador del Sacre Imperi, contra els hussites i era un possible candidat per a la successió de l'emperador, però va morir el 1435. El seu propi fill (per la seva dona Margarida de Clèveris) va ser el duc Adolf, duc de Baviera, que el va succeir com a co-regent amb Ernest fins que va morir el 1441. Guillem III està enterrat a l'Església de la Mare de Déu de Múnic.

## Matrimoni i fills
Guillem III es va casar amb Margarida de Clèveris, fille du duc Adolf I de Clèveris, amb la que va tenir a:
- Adolf (1434-1441)
- Guillem (1435-1435)